# Paolo Facchinelli
Paolo Facchinelli (Asola, 26 de agosto de 1987) es un deportista italiano que compitió en natación.
Ganó dos medallas en el Campeonato Europeo de Natación en Piscina Corta, en los años 2010 y 2011.

## Palmarés internacional
| Campeonato Europeo en Piscina Corta | Campeonato Europeo en Piscina Corta | Campeonato Europeo en Piscina Corta | Campeonato Europeo en Piscina Corta |
| Año                                 | Lugar                               | Medalla                             | Prueba                              |
| ----------------------------------- | ----------------------------------- | ----------------------------------- | ----------------------------------- |
| 2010                                | Eindhoven (Países Bajos)            | Medalla de plata                    | 4 × 50 m estilos                    |
| 2011                                | Szczecin (Polonia)                  | Medalla de oro                      | 4 × 50 m estilos                    |